# Michał Hofmokl
Michał Hofmokl (ur. 29 września 1832 w Brzeżanach, zm. 31 sierpnia 1907 we Lwowie) – prawnik, sędzia, poseł do austriackiej Rady Państwa.

## Życiorys
Ukończył gimnazjum we Lwowie (1849) i wydział prawa na uniwersytecie we Lwowie (1854). Od lutego 1855 pracował jako praktykant konceptowy w Magistracie miasta Lwowa (1855-1859). Od sierpnia 1859 był aktuariuszem w Starostwie Powiatowym w Horodence (1859-1863) a od końca 1963 adiunktem w Starostwie Powiatowym w Kamionce Strumiłowej (1863-1867). Następnie przeszedł do sądownictwa galicyjskiego. Od września 1867 był sędzią i kierownikiem Sądu Powiatowego w Bełzie w powiecie sokalskim (1867-1874), od marca 1874 w Dobromilu (1874-1875). Od listopada 1875 sędzia (radca sądowy) Sądu Obwodowego w Stanisławowie (1875-1899). Oddelegowany w 1876 jako naczelnik do sądu miejscowego w Stanisławowie, zaś w l. 1878-1894 jednocześnie asesor w Sądzie Powiatowym ds. dochodów skarbowych w Stanisławowie. Od 1898 w stanie spoczynku.
Poseł do austriackiej Rady Państwa VIII kadencji (10 maja 1892 – 22 stycznia 1897), wybrany w kurii II (gmin miejskich) w okręgu nr 9 (Stanisławów-Tyśmienica) w wyborach dodatkowych po rezygnacji Leona Bilińskiego. W parlamencie austriackim należał do Klubu Polskiego w Wiedniu.

## Rodzina i życie prywatne
Pochodził ze spolonizowanej rodziny niemieckiej. Syn Johanna Georga (ur. 1800). Jego bratem był znany lekarz i chirurg Jan Edward Hofmokl. Ożenił się w 1859 z Józefiną Tarler (1833-1918), miał z nią dzieci: syna Eugeniusza Mariana (1863-) i dwie córki: Barbarę Konstancję Teodorowicz (1862-) i Helenę Witkiewicz (1864-)